# Natação no Campeonato Europeu de Esportes Aquáticos de 2012 - 50 m livre masculino
A prova dos 50 metros livre masculino da natação no Campeonato Europeu de Esportes Aquáticos de 2012 ocorreu nos dias 26 e 27 de maio em Debrecen na Hungria. 

## Calendário
| Fase          | Data       | Hora  |
| ------------- | ---------- | ----- |
| Eliminatórias | 26 de maio | 09:41 |
| Semifinal     | 26 de maio | 17:43 |
| Final         | 27 de maio | 17:05 |

Todos os horários estão no horário local (UTC+1)

## Recordes
Antes desta competição, os recordes eram os seguintes:
| Recorde mundial       | César Cielo        | 20.91 | São Paulo   | 18 de dezembro de 2009 |
| Recorde europeu       | Frédérick Bousquet | 20.94 | Montpellier | 26 de abril de 2009    |
| Recorde do campeonato | Frédérick Bousquet | 21.36 | Budapeste   | 14 de agosto de 2010   |

## Medalhistas
| Ouro                     | Prata                 | Bronze               |
| Frédérick Bousquet (FRA) | Stefan Nystrand (SWE) | Andriy Govorov (UKR) |

## Resultados

### Eliminatórias
Esses foram os resultados das eliminatórias. 
| Pos. | Bateria | Raia | Nadador                      | Nacionalidade | Tempo | Notas |
| ---- | ------- | ---- | ---------------------------- | ------------- | ----- | ----- |
| 1    | 7       | 4    | Frédérick Bousquet           | França        | 22.29 | Q     |
| 2    | 6       | 5    | Marco Orsi                   | Itália        | 22.30 | Q     |
| 3    | 6       | 4    | Alain Bernard                | França        | 22.31 | Q     |
| 4    | 5       | 5    | Stefan Nystrand              | Suécia        | 22.33 | Q     |
| 5    | 6       | 1    | Ari-Pekka Liukkonen          | Finlândia     | 22.38 | Q,    |
| 6    | 6       | 6    | Andrea Rolla                 | Itália        | 22.39 | Q     |
| 7    | 7       | 5    | Krisztián Takács             | Hungria       | 22.40 | Q     |
| 8    | 7       | 3    | Andriy Govorov               | Ucrânia       | 22.41 | Q     |
| 9    | 7       | 7    | Dominik Kozma                | Hungria       | 22.43 | Q     |
| 10   | 5       | 2    | Norbert Trandafir            | Roménia       | 22.45 | Q, =  |
| 11   | 5       | 6    | Lucio Spadaro                | Itália        | 22.50 |       |
| 12   | 4       | 4    | Kristian Gkolomeev           | Grécia        | 22.54 | Q     |
| 13   | 5       | 4    | Amaury Leveaux               | França        | 22.61 |       |
| 14   | 7       | 6    | Marco di Carli               | Alemanha      | 22.66 | Q     |
| 15   | 5       | 8    | Flori Lang                   | Suíça         | 22.70 | Q     |
| 16   | 6       | 8    | Filip Wypych                 | Polónia       | 22.70 | Q     |
| 17   | 6       | 7    | Jasper Aerents               | Bélgica       | 22.75 | Q     |
| 18   | 6       | 2    | Oleg Tikhobaev               | Rússia        | 22.79 | Q     |
| 19   | 7       | 1    | Petter Stymne                | Suécia        | 22.81 |       |
| 20   | 5       | 3    | Vitaly Syrnikov              | Rússia        | 22.82 |       |
| 21   | 3       | 8    | Ivan Levaj                   | Croácia       | 22.87 |       |
| 22   | 4       | 3    | Mario Todorović              | Croácia       | 22.89 |       |
| 23   | 7       | 2    | Steffen Deibler              | Alemanha      | 22.89 |       |
| 24   | 4       | 7    | Árni Már Árnason             | Islândia      | 22.91 |       |
| 25   | 5       | 7    | Yoris Grandjean              | Bélgica       | 22.91 |       |
| 26   | 4       | 8    | Fotios Koliopoulos           | Grécia        | 22.93 |       |
| 27   | 7       | 8    | Christoph Fildebrandt        | Alemanha      | 22.93 |       |
| 28   | 3       | 3    | Boris Stojanović             | Sérvia        | 22.98 |       |
| 29   | 5       | 1    | Duje Draganja                | Croácia       | 23.00 |       |
| 30   | 4       | 5    | Alexandre Escudier Agostinho | Portugal      | 23.08 |       |
| 31   | 3       | 4    | Aurelien Künzi               | Suíça         | 23.11 |       |
| 32   | 3       | 6    | Roman Kucik                  | Eslováquia    | 23.13 |       |
| 33   | 4       | 1    | Pjotr Degtjarjov             | Estónia       | 23.13 |       |
| 34   | 4       | 2    | Mindaugas Sadauskas          | Lituânia      | 23.21 |       |
| 35   | 3       | 1    | Uvis Kalnins                 | Letônia       | 23.26 |       |
| 36   | 1       | 2    | Alon Mandel                  | Israel        | 23.31 |       |
| 37   | 3       | 5    | Martin Spitzer               | Áustria       | 23.32 |       |
| 38   | 3       | 7    | Simonas Bilis                | Lituânia      | 23.33 |       |
| 39   | 2       | 6    | Richárd Bohus                | Hungria       | 23.33 |       |
| 40   | 2       | 8    | Viktar Vabishchevich         | Bielorrússia  | 23.42 |       |
| 41   | 2       | 3    | Arseni Kukharau              | Bielorrússia  | 23.47 |       |
| 42   | 1       | 6    | Viacheslav Andrusenko        | Rússia        | 23.67 |       |
| 43   | 2       | 2    | Justinas Bilis               | Lituânia      | 23.68 |       |
| 44   | 2       | 7    | Tadas Duškinas               | Lituânia      | 23.75 |       |
| 45   | 1       | 5    | Evgheni Coroliuc             | Moldávia      | 23.77 |       |
| 46   | 1       | 4    | Hedin Olsen                  | Ilhas Feroé   | 24.18 |       |
| 47   | 2       | 1    | Matej Kuchar                 | Eslováquia    | 24.41 |       |
| 48   | 1       | 3    | Matti Mattsson               | Finlândia     | 24.87 |       |
| 49   | 2       | 4    | Martin Verner                | Chéquia       | DNS   |       |
| 49   | 2       | 5    | Aleksander Hetland           | Noruega       | DNS   |       |
| 49   | 3       | 2    | Nimrod Shapira Bar-Or        | Israel        | DNS   |       |
| 49   | 4       | 6    | Tiago Venâncio               | Portugal      | DNS   |       |
| 49   | 6       | 3    | Ioannis Kalargaris           | Grécia        | DNS   |       |

### Semifinal
Esses foram os resultados das semifinais. 
Semifinal 1
| Pos. | Raia | Nadador           | Nacionalidade | Tempo | Notas |
| ---- | ---- | ----------------- | ------------- | ----- | ----- |
| 1    | 5    | Stefan Nystrand   | Suécia        | 22.06 | Q     |
| 2    | 6    | Andriy Govorov    | Ucrânia       | 22.20 | Q     |
| 3    | 4    | Marco Orsi        | Itália        | 22.22 | Q     |
| 4    | 2    | Norbert Trandafir | Roménia       | 22.33 | Q,    |
| 5    | 7    | Marco di Carli    | Alemanha      | 22.43 |       |
| 6    | 3    | Andrea Rolla      | Itália        | 22.44 |       |
| 7    | 8    | Oleg Tikhobaev    | Rússia        | 22.53 |       |
| 8    | 1    | Filip Wypych      | Polónia       | 22.55 |       |

Semifinal 2
| Pos. | Raia | Nadador             | Nacionalidade | Tempo | Notas |
| ---- | ---- | ------------------- | ------------- | ----- | ----- |
| 1    | 4    | Frédérick Bousquet  | França        | 22.22 | Q     |
| 2    | 3    | Ari-Pekka Liukkonen | Finlândia     | 22.24 | Q,    |
| 3    | 5    | Alain Bernard       | França        | 22.26 | Q     |
| 4    | 7    | Kristian Gkolomeev  | Grécia        | 22.37 | Q     |
| 5    | 6    | Krisztián Takács    | Hungria       | 22.40 |       |
| 6    | 8    | Jasper Aerents      | Bélgica       | 22.49 |       |
| 7    | 2    | Dominik Kozma       | Hungria       | 22.51 |       |
| 8    | 1    | Flori Lang          | Suíça         | 22.59 |       |

### Final
Esse foi o resultado da final. 
| Pos.              | Raia | Nadador             | Nacionalidade | Tempo | Notas            |
| ----------------- | ---- | ------------------- | ------------- | ----- | ---------------- |
| Medalha de ouro   | 6    | Frédérick Bousquet  | França        | 21.80 |                  |
| Medalha de prata  | 4    | Stefan Nystrand     | Suécia        | 22.04 |                  |
| Medalha de bronze | 5    | Andriy Govorov      | Ucrânia       | 22.18 |                  |
| 4                 | 2    | Ari-Pekka Liukkonen | Finlândia     | 22.22 | Recorde nacional |
| 4                 | 3    | Marco Orsi          | Itália        | 22.22 |                  |
| 4                 | 8    | Kristian Gkolomeev  | Grécia        | 22.22 |                  |
| 7                 | 7    | Alain Bernard       | França        | 22.24 |                  |
| 8                 | 1    | Norbert Trandafir   | Roménia       | 22.65 |                  |

Legenda
| Recorde mundial       | Recorde mundial (World record)               |                       | Recorde africano                      | Recorde africano (African) |                                           | Q | Classificado por posição (Qualified) |
| Recorde do campeonato | Recorde do campeonato (Championship record)  | Recorde da América    | Recorde da América (Americas)         | q                          | Classificado por melhor tempo (Qualified) |   |                                      |
| Melhor marca do ano   | Melhor marca do ano (World leading)          | Recorde asiático      | Recorde asiático (Asian)              | DNS                        | Não largou (Did not start)                |   |                                      |
| Recorde nacional      | Recorde nacional (National record)           | Recorde europeu       | Recorde europeu (European)            | DNF                        | Não terminou (Did not finish)             |   |                                      |
| Recorde pessoal       | Recorde pessoal do atleta (Personal best)    | Recorde da Oceania    | Recorde da Oceania (Oceania)          | DSQ / DQ                   | Desclassificado (Disqualified)            |   |                                      |
| Recorde da temporada  | Recorde da temporada do atleta (Season best) | Recorde sul-americano | Recorde sul-americano (South America) | NM                         | Sem marca (No mark)                       |   |                                      |